# Alois Stimakovits
Alois Stimakovits (* 22. August 1897 in Steinberg an der Rabnitz; † 23. Mai 1961 ebenda) war ein österreichischer Politiker (ÖVP) und Maurermeister. Stimakovits war von 1956 bis 1961 Abgeordneter zum Burgenländischen Landtag. Er war verheiratet.
Stimakovits wurde als Sohn des Maurermeisters Georg Stimakovits aus Steinberg geboren. Er besuchte zunächst die Volksschule Steinberg und im Anschluss vier Klassen der Mittelschule, bevor er den Beruf des Maurers erlernte und den elterlichen Betrieb übernahm. Stimakovits leistete zwischen 1916 und 1918 den Militärdienst ab und war ab 1932 selbständiger Unternehmer. 1959 wurde Stimakovits der Berufstitel Kommerzialrat verliehen. 
Stimakovits war von 1927 bis 1931 Gemeinderat in Steinberg und hatte zwischen 1934 und 1938 das Amt des Bürgermeisters inne. 1938 wurde er kurzfristig in politische Haft genommen, zwischen 1939 und 1945 diente er in der deutschen Wehrmacht. Nach dem Ende des Zweiten Weltkriegs übernahm Stimakovits zwischen 1945 und 1946 sowie von 1950 bis 1961 wieder das Amt des Bürgermeisters von Steinberg und war ab 1946 Bezirksobmann des ÖWB im Bezirk Oberpullendorf. Stimakovits war zwischen 1946 und 1965 Kammerrat und von 1950 bis 1955 Obmann-Stellvertreter der Sektion Gewerbe in der Burgenländischen Handelskammer, ab 1950 führte er deren Bezirksstelle in Oberpullendorf als Obmann.
Stimakovits vertrat die ÖVP ab dem 11. Juni 1956 während der VIII. und IX. Gesetzgebungsperiode im Burgenländischen Landtag, schied jedoch durch seinen Tod frühzeitig aus. 